# Owe Adamson
Per Owe Adamson, född 8 mars 1935 i Mariestad, död 1 augusti 2023 i Örebro, var en svensk cyklist.
Adamson representerade Kumla CA och Upsala CK och blev svensk mästare i linjelopp på cykel fyra år i följd, åren 1959–1962. Han deltog även i OS i Rom 1960. Han var far till Anders Adamson och farfar till Stefan Adamsson.